# Protathlema SEGAS (1910)
Protathlema SEGAS (1910) była 6. edycją Protathlemy SEGAS – najwyższej piłkarskiej klasy rozgrywkowej w Grecji. Liga skupiała tylko zespoły z Aten i okolic. W rozgrywkach wzięły udział 3 drużyny. Tytułu nie obroniła drużyna Goudi Ateny. Nowym mistrzem Grecji został zespół Panellinios PO. 

## Tabela końcowa
|   | Klub               | M | Z | R | P | Br+ | Br- | Br+/- | Pkt | Uwagi  |
| 1 | Panellinios PO     | 2 | 2 | 0 | 0 | 23  | 1   | +22   | 4   | Mistrz |
| 2 | Piraikos Syndesmos | 1 | 0 | 0 | 1 | 1   | 11  | -10   | 0   |        |
| 3 | Goudi Ateny        | 1 | 0 | 0 | 1 | 0   | 12  | -12   | 0   |        |

Nie jest znany rezultat pomiędzy zespołami Piraikos Syndesmos i Goudi Ateny. Jest bardzo prawdopodobne, że odstąpiono od rozegrania tego meczu, gdyż nie miał on już wpływu na tytuł mistrzowski. 